# Jonas Nyström
Jonas Nyström, född 22 december 1966 är en svensk musiker, arrangör, sångare och musikpedagog.
Nyström är lärare i musikteori, bland annat på Mellansels folkhögskola, men också frilansande sångare, ackompanjatör och lärare samt flitigt anlitad kompositör och arrangör av musik.
Som körpedagog har Jonas Nyström utvecklat ett webbaserat verktyg för körsångare som fått mycket uppmärksamhet. Verktyget nås via Körakademin  och ger körsångare hjälp att träna sina körstämmor. Genom Körakademin har Jonas också skapat digitala resurser för körsångare som vill öka sina musikkunskaper, träna sin röst och notläsning förmåga. Han har också på uppdrag av Folkbildningsrådet (FBR) och Centrum för flexibelt lärande (CFL) skapat webbplatsen Mumma för körsångare.